# روبرت كرو
روبرت كرو (بالإنجليزية: Robert Crowe)‏ هو دراج أسترالي، ولد في 19 نوفمبر 1968 في بريزبان في أستراليا.

## وصلات خارجية
- روبرت كرو على موقع إحصائيات الدراجات الإحترافية (الإنجليزية)
- روبرت كرو على موقع أوليمبيديا (الإنجليزية)